# Hoạt động tiền bán hàng
Hoạt động tiền bán hàng là một quá trình hoặc một tập hợp các hoạt động / bán hàng thường được thực hiện trước khi có được một khách hàng, mặc dù đôi khi hoạt động tiền bán hàng cũng mở rộng vào giai đoạn sản phẩm hoặc dịch vụ được giao cho khách hàng. Việc bán dịch vụ hoặc hàng hóa trước ngày phát hành thường có tỷ lệ chiết khấu lớn hơn 50%, điều này được thực hiện khi nhà sản xuất muốn đánh giá sự sẵn lòng trả tiền và mua sản phẩm do yếu tố rủi ro rất cao.

## Lý luận
Hoạt động tiền bán hàng thường được thực hiện do doanh nghiệp đang đề cập đến cung cấp hàng hóa hoặc dịch vụ, không chắc chắn về thị trường sẵn sàng mua sản phẩm hoặc dịch vụ được đề cập. Việc sử dụng hoạt động tiền bán hàng cho một cái nhìn tổng quan theo kinh nghiệm của doanh số bán hàng được thực hiện do hoạt động tiền bán hàng và dự đoán theo kinh nghiệm về doanh thu trong tương lai. Kỹ thuật tiếp thị này giúp đảm bảo số lượng hàng hóa hoặc dịch vụ cần thiết tập trung / mong muốn hơn để công ty / doanh nghiệp không cạn kiệt tài nguyên hàng hóa hoặc dịch vụ khi không sử dụng, gây lãng phí và mất lợi nhuận. Ví dụ về điều này sẽ là hoạt động tiền bán hàng trong trò chơi video; trò chơi được quảng cáo trên nhiều kênh truyền thông để giúp quảng cáo và tăng khả năng thích ứng với nhân khẩu học mục tiêu của nó.Hoạt động tiền bán hàng thường cung cấp thêm nội dung hoặc hàng hóa mà thông thường sẽ có giá cao miễn phí, do đó làm tăng giá trị cảm nhận của sản phẩm này. Điều này mang lại cho nhà sản xuất / công ty có bao nhiêu đơn vị sản xuất, đã biết lợi nhuận khi phát hành trò chơi điện tử.

## Trách nhiệm
Trong một chu kỳ bán hàng điển hình, các giai đoạn là:
1. Tiếp xúc
2. Khách hàng tiềm năng/ Nghi ngờ
3. Triển vọng/ Cơ hội.

Nhiệm vụ của một hoạt động tiền bán hàng bắt đầu từ giai đoạn tiếp xúc ban đầu và thường kết thúc khi đã có khách hàng, tức là bán hàng được thực hiện. Trong một số trường hợp, hoạt động tiền bán hàng cũng sẽ cung cấp một số hỗ trợ chuyển tiếp ban đầu hoặc sau bán hàng.
Trách nhiệm khác nhau giữa từng tổ chức nhưng nói chung bao gồm:
1. Chuẩn bị giải pháp / Đề xuất quản lý dựa trên yêu cầu của khách hàng
2. Trình diễn sản phẩm
3. Bằng chứng về sáng tạo ý tưởng
4. Tạo tài liệu tiếp thị
5. ... và bất kỳ hoạt động nào khác cần thiết để tạo doanh nghiệp

Ngành công nghiệp phần mềm và ngành công nghiệp dịch vụ CNTT cung cấp một vai trò quan trọng và quan trọng đối với các chuyên gia trước đây. Vai trò của các hoạt động tiền bán hàng rơi ngay vào giữa kết hôn với nhu cầu của khách hàng đối với các dịch vụ hoặc sản phẩm của công ty (nhà cung cấp). Vai trò này đặc biệt quan trọng trong các ngành công nghiệp này bởi vì các sản phẩm và dịch vụ thường tùy biến nhiều và cũng bởi vì các yêu cầu của các khách hàng khác nhau thường là duy nhất. Do đó, chuyên gia hoạt động tiền bán hàng sẽ hiểu được nhu cầu của khách hàng, phát triển quan điểm ban đầu về giải pháp mà khách hàng cần, sau đó điều chỉnh sản phẩm hoặc dịch vụ của công ty mình để đáp ứng nhu cầu của khách hàng, giải thích (hoặc giúp bán) giải pháp này cho khách hàng, chốt giao dịch hoặc bán hàng và thường ở lại để đảm bảo rằng nhóm phân phối hoặc chuyên gia sản phẩm theo dõi anh ta cung cấp giải pháp dự định.
Các lĩnh vực chuyên môn của Hoạt động tiền bán hàng bao gồm:
1. Khám phá - một phương tiện để khám phá chi tiết các vấn đề kinh doanh mà khách hàng tiềm năng có. Người hoạt động tiền bán hàng sẽ hiểu và phân tích chặt chẽ các yêu cầu triển vọng.
2. Chuẩn bị - điều chỉnh bản trình bày cụ thể của khách hàng tiềm năng hoặc bản trình bày phần mềm đáp ứng chính xác nhu cầu của khách hàng tiềm năng.
3. Trình diễn - Một cuộc trưng bày sản phẩm của nhà cung cấp giải quyết cụ thể các vấn đề kinh doanh tiềm năng. Nó sẽ được thực hiện theo cách làm nổi bật một phương pháp dễ dàng để giải quyết những vấn đề đó bằng cách sử dụng các công cụ có sẵn trong bộ sản phẩm của nhà cung cấp.
4. Đề nghị mời thầu (RFP) - hoạt động tiền bán hàng có kiến thức chi tiết về bộ sản phẩm, ngoài ứng dụng của nó cho các vấn đề kinh doanh. Như vậy, các khoản đầu tư thường xuyên tham gia vào các chi tiết kỹ thuật trong việc chuẩn bị RFP.
5. Hỗ trợ tiếp thị - Thông thường bộ phận tiếp thị và bộ phận bán hàng được sắp xếp chặt chẽ. Với giả định là trực tiếp liên lạc với thị trường, họ có thể chia sẻ phản hồi thị trường với nhóm tiếp thị. Hoạt động tiền bán hàng thường sẽ tạo ra các chi tiết kỹ thuật để sử dụng trong tài sản thế chấp tiếp thị.
6. Hỗ trợ quản lý sản phẩm - Hoạt động tiền bán hàng có thể cung cấp phản hồi thị trường chưa từng có cho người quản lý sản phẩm có thể được sử dụng để gây ảnh hưởng hoặc cung cấp phản hồi về mặt hàng lộ trình sản phẩm.
7. Hỗ trợ đề xuất - hoạt động tiền bán hàng định sẵn đã được tham gia vào việc bán hàng kể từ khi phát hiện ra các vấn đề kinh doanh khách hàng tiềm năng, trước tiên thường sẽ hoàn thành phân tích kinh doanh và thành phần kỹ thuật của đề xuất bán hàng.

## Các công dụng khác của thuật ngữ
Tại Canada và Hoa Kỳ, bất động sản được bán trước khi xây dựng hoặc trước khi quá trình xây dựng được hoàn thành được gọi là Presales. Những tài sản này được biết đến như là những tài sản ngoài kế hoạch ở Anh, Hồng Kông và Úc.